# Škoda 1203
Der Škoda 1203 war ein heckgetriebener Kleintransporter der Marke Škoda und später auch TAZ. Die Entwicklung begann 1956, die Serienfertigung konnte jedoch erst 1968 aufgenommen werden. Das Leergewicht wird mit 1120–1340 kg angegeben. Im Lauf der Entwicklung kam es zu mehreren technischen und gestalterischen Änderungen. Heute wird das Fahrzeug nahe der Stadt Vrchlabí als Ocelot 1203 oder Ocelot 1500 in geringer Stückzahl hergestellt.

## Modellgeschichte

### Entwicklung

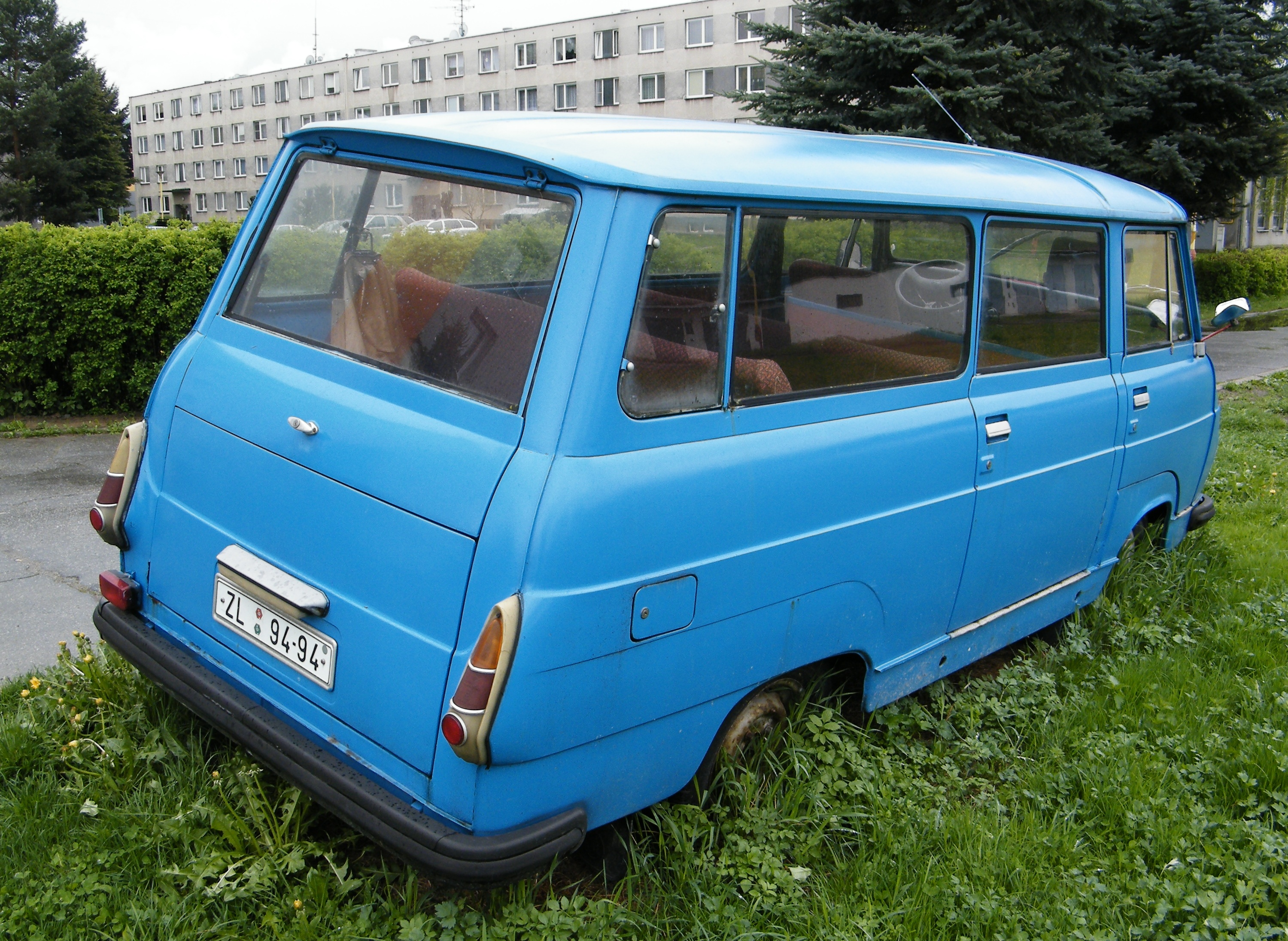
Heck des Fahrzeugs

Mit dem Auftrag von AZNP in Mladá Boleslav (damalige Bezeichnung für die Zentrale von Škoda Auto, etwa Automobilwerke, Staatsbetrieb), ein leichtes Nutzfahrzeug in Frontlenkerbauweise zu entwickeln, 1956 begannen die Entwicklungsarbeiten. Das Hauptwerk in Mladá Boleslav fertigte zusammen mit dem Zweigwerk Vrchlabí (kurz: AZV) noch im selben Jahr den ersten Prototyp für die Personenbeförderung mit der internen Bezeichnung Š 979. Das Fahrzeug hatte eine Nutzlast von einer Tonne. Motor, Getriebe und Kupplung stammten vom Škoda 1201. Der Motor war längs zur Vorderachse eingebaut. Diese hatte eine Doppelquerlenker-Radaufhängung mit Schraubenfedern. Die Hecktür wurde nach links geöffnet.
Ab dem zweiten Prototyp von 1957 wurde der Motor wie in der Serienproduktion mittig zwischen den Vordersitzen angeordnet. Der fünfte Prototyp entstand 1959 mit einer Drehstabfederung für die Hinterachse. Der Motor hatte einen Hubraum von 1491 cm³, welcher für die Modernisierung des Škoda 1201 gedacht war. Der Motor wurde jedoch nie serienmäßig verwendet.
Bis 1965 entstanden weitere zehn Prototypen, die immer mehr Elemente des späteren 1203 erhielten. Die interne Bezeichnung für das spätere Serienmodell änderte sich auf Š 997. Es war jedoch immer noch unklar, ob es überhaupt zur Serienproduktion kommen sollte.

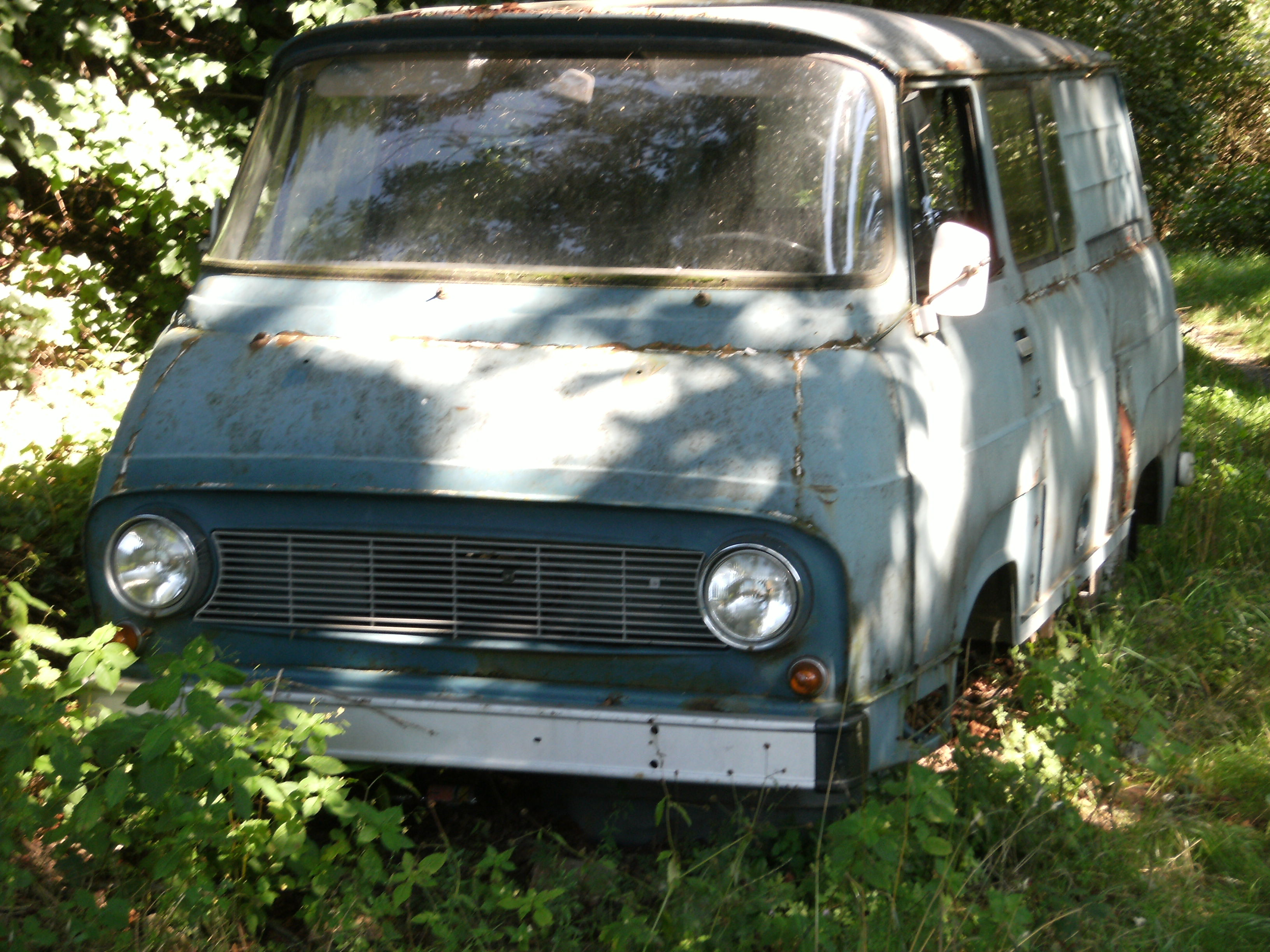
Erste Serienversion des Fahrzeugs mit kleinem Überhang über der Windschutzscheibe und den originalen Spiegeln (Fahrzeug besitzt jedoch schon die neuen Türen)

1966 entschied die staatliche Automobilbauorganisation die Auslagerung der Motoren-, Getriebe- und Kupplungsfertigung zum staatlichen Unternehmen Kovosmalt in Trnava. Das Werk wurde aufgrund der Produktionsänderung in Trnavské automobilové závody (kurz: TAZ) umbenannt. Der Produktionsbeginn war für 1966 beschlossen, konnte auf Grund schwerer technischer Probleme und einer noch nicht erbauten Montagehalle aber erst Ende 1968 aufgenommen werden. Parallel zum neuen Modell lief die Fertigung des Škoda 1202 noch bis 1973.

### Technische Beschreibung
Konzeptionell handelt es sich um eine Mischform aus Frontlenker und Kurzhauber. Die selbsttragende Karosserie mit der schräg abfallenden Heckpartie und dem relativ schmalen Dach wurde für die Verwendung des Fahrzeugs vorrangig als Kleinbus konzipiert. Die Heckklappe ist horizontal geteilt. Pendelhalbachsen treiben die drehstabgefederten, mit Teleskopstoßdämpfern gedämpften Hinterräder an. Die Vorderachse besteht aus Querträger, doppelten Querlenkern, Schraubenfedern und Teleskopstoßdämpfern. Schneckenlenkung und die anfangs noch einkreisige, hydraulische Bremsanlage sind weitere Merkmale. Der Vierzylinder-Ottomotor mit 1221 cm³ Hubraum und 44 DIN-PS wurde vom Škoda 1202 übernommen.

### Modellpflege
1972 wurde die Produktionsorganisation geändert: Teile der Produktion aus Vrchlabí sollten nach Trnava verlegt werden. Im selben Jahr wurde während der Entwicklung der Mittelklasselimousine Škoda 1500 ein OHC-Motor mit 1498 cm³ und 62,5 kW (85 PS) eingebaut. Auch dieser Motor aus dem Prototyp Škoda 1500V wurde nie in die Serienfertigung übernommen. Im Jahr 1973 wurde die Produktion der Vorderachse aus dem Teilewerk Kutná Hora nach Trnava verlagert. Später wurde auch die Hinterachse in Trnava produziert. Zwischenzeitlich wurden am neuen Produktionsstandort Trnava im April testweise drei Fahrzeuge des Modells 1203 hergestellt. Ab 1974 erfolgte die Produktion der Variante Van in Trnava. Gleichzeitig wurde auch die Sicherheit erhöht, die Wirtschaftlichkeit gesteigert und die Wartung vereinfacht. Das Bremssystem erhielt einen Bremskraftverstärker, ein neues mechanisches Türschloss, größere Außenspiegel und in die Karosserie eingebaute Türgriffe. Der Ölverbrauch wurde gesenkt und die Motorleistung durch einen Zweikammer-Vergaser gesteigert. Die Typenbezeichnung änderte sich wie beim Škoda 1000 MB gleichzeitig auf Š 776. Gestalterisch erhielt das Fahrzeug neue Schriftzüge und mehr Kunststoffapplikationen. In den nächsten zwei Jahren stieg die Produktion enorm an. So wurden 1976 in Vrchlabí etwa 7500 Fahrzeuge, in Trnava etwa 2500 Fahrzeuge gefertigt. Gleichzeitig fing die Produktion des Škoda 120 GLS im Werk Vrchlabí an. Bis 1981 wurde die gesamte Transporterfertigung nach Trnava verlegt.

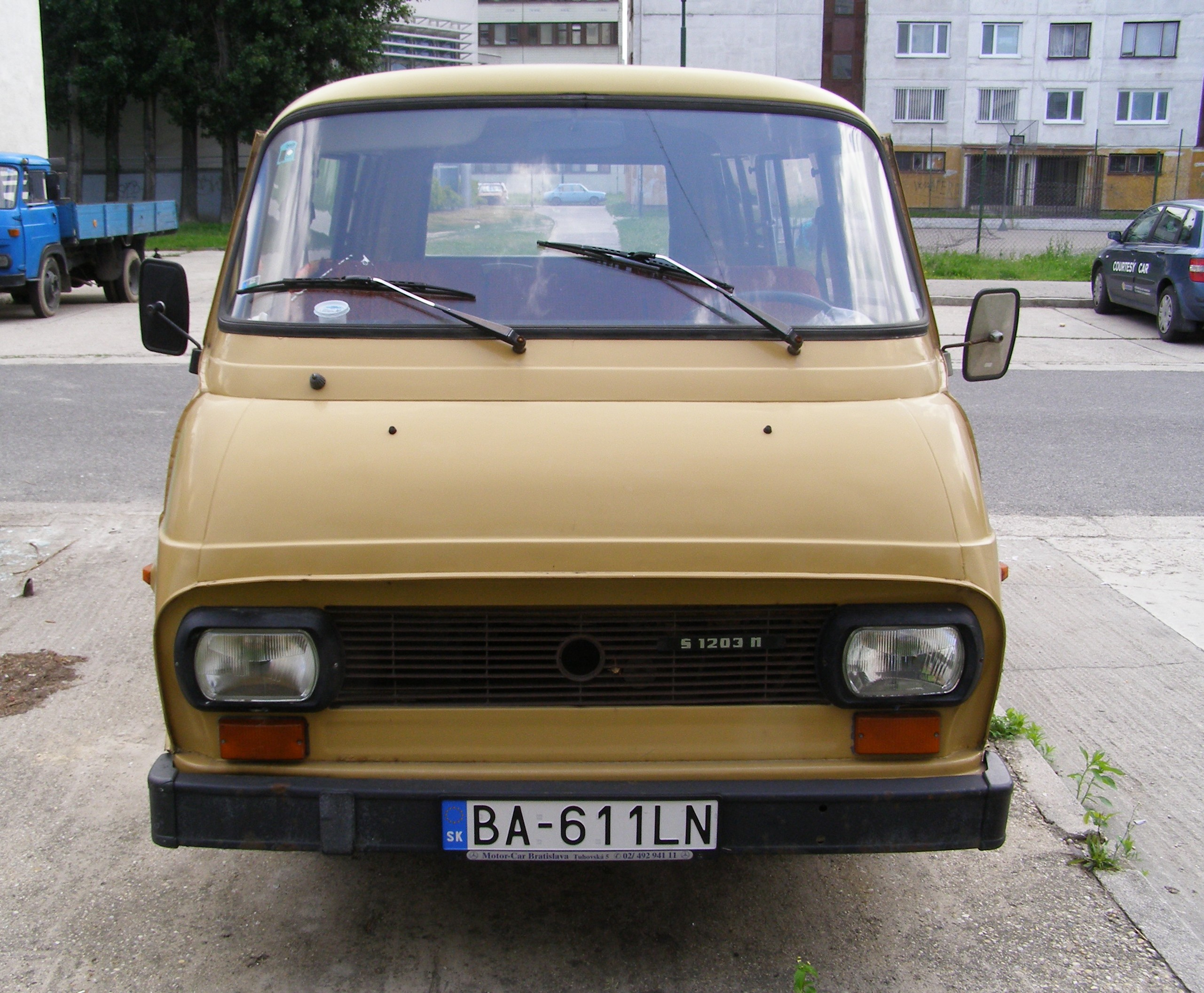
Modell Škoda 1203 M mit eckigen Scheinwerfern.

Das Fahrzeug erhielt in den 1980ern schwarze Stoßstangen aus Stahl und eine Zweikreisbremsanlage mit doppeltem Bremskraftverstärker. 1983 entstanden die ersten Campingfahrzeuge mit Aufstelldach. Im Zeitraum von 1983 bis 1984 entstanden in Kooperation mit dem Werk Bratislavské automobilové závody (kurz: BAZ) zwei moderne Prototypen, sie erhielten die Namen TAZ I und TAZ II. Wie bei vielen anderen Projekten in den RGW-Ländern (beispielsweise Barkas 1100) wurde die weitere Entwicklung wegen der nicht finanzierbaren Investitionssumme durch die Regierung gestoppt.

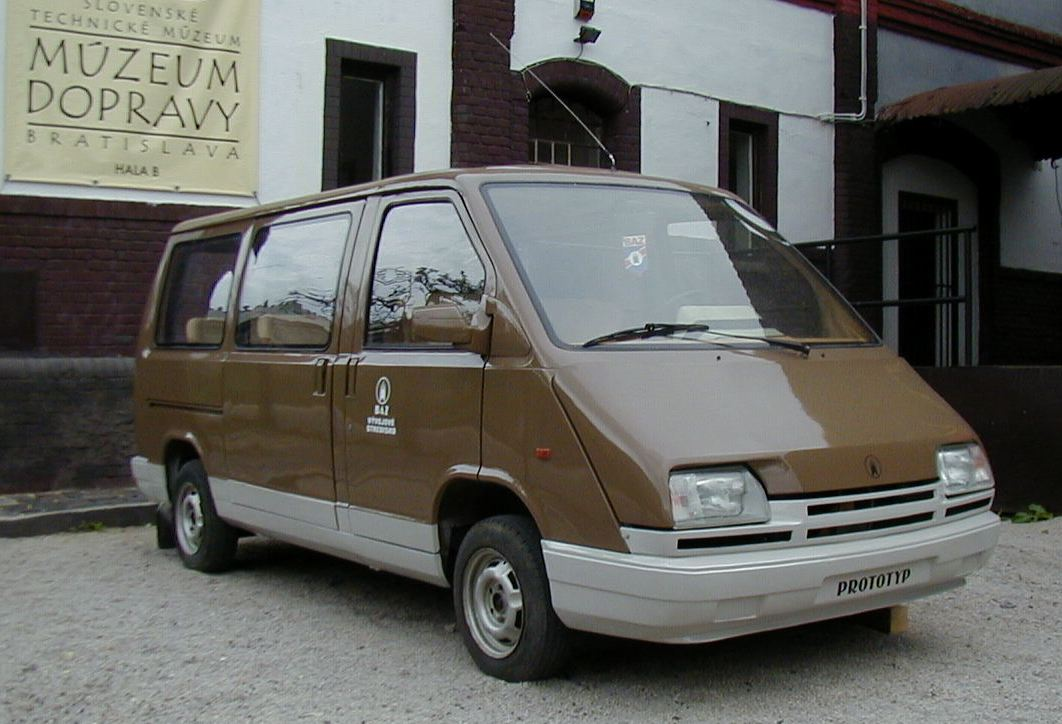
Prototyp BAZ MNA 900

Im Mai 1985 wurde die lang gewünschte Leistungssteigerung genehmigt. Der Hubraum des Motors erhöhte sich nun von 1221 auf 1433 cm³. Gleichzeitig wurde ein Fünf-Gang-Getriebe eingeführt. Beides ermöglichte die Erhöhung der Höchstgeschwindigkeit von 95 auf 110 km/h. Optisch auffällig waren bei beiden Modellen die nun eckigen Blinker und die ebenfalls eckigen Scheinwerfer. Das Modell wurde kurze Zeit als Škoda 1203 M verkauft, bis sich die Fahrzeugbezeichnung 1987 auf TAZ – Š 1203 oder TAZ – Š 1500 änderte und wieder runde Scheinwerfer verbaut wurden. Vier Jahre nach der Einführung des neuen Motors wurde der schwächere Motor mit dem Vier-Gang-Getriebe noch als Option angeboten. Gleichzeitig verzichtete man auf den kleinen Überhang des Daches über der Windschutzscheibe, was den Verbrauch um 4,5 % senkte. 1986 erhielt die Vorderachse Scheibenbremsen. In diesem Jahr wurden 6053 Fahrzeuge hergestellt. 1989 wurde das Bremssystem weiter modernisiert. Das Fahrzeug wurde in den 1990ern von der ostdeutschen Firma Pelucar in Lizenz nachgebaut.

### Komplette Übernahme des Modells

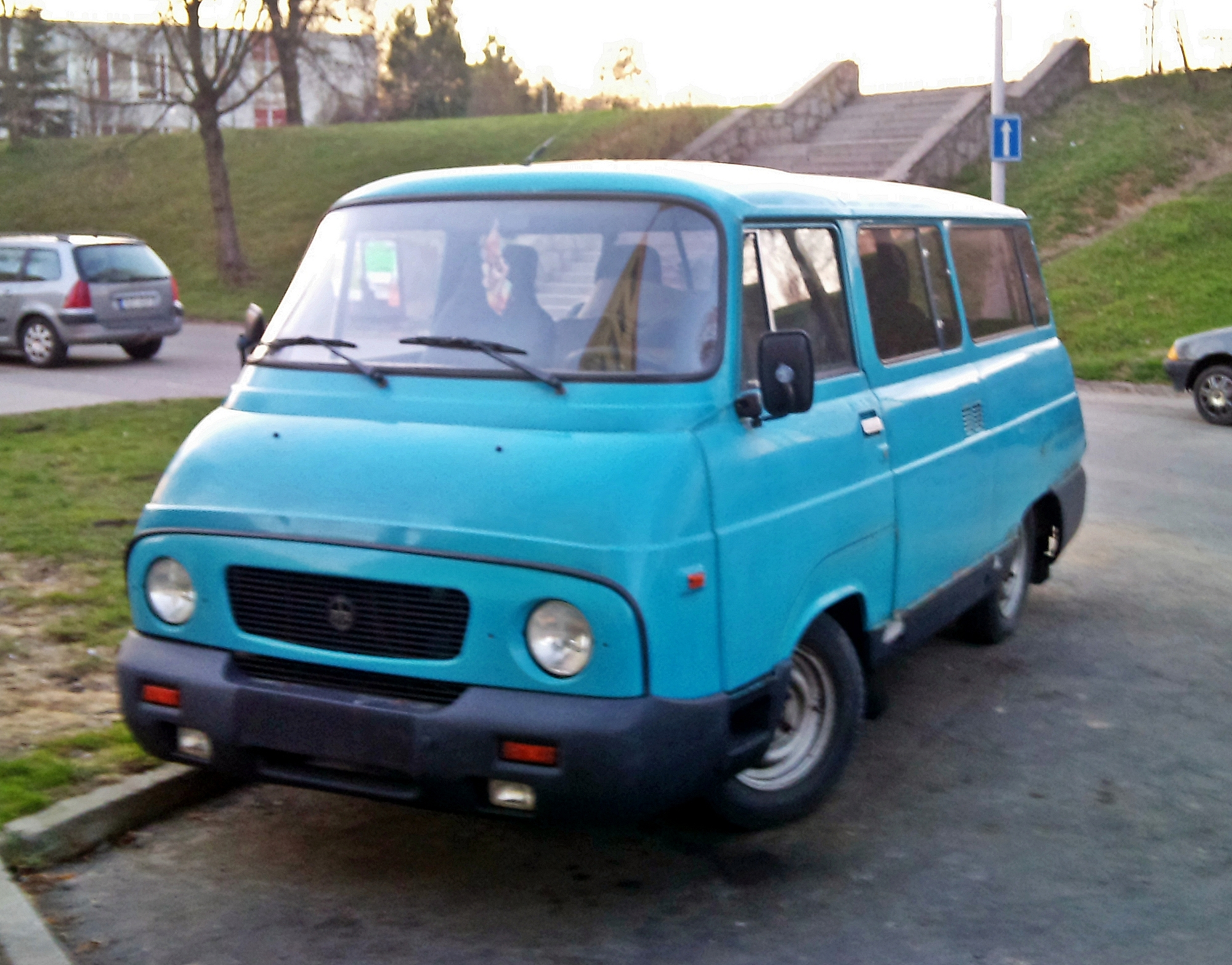
Modell TAZ 1500, hergestellt von 1998 bis 1999.

Nach der Samtenen Revolution war der Transporter das wichtigste Fahrzeug für neu gegründete oder privatisierte Werkstätten und sonstige Unternehmen in der Tschechoslowakei. Die Bevölkerung bemerkte jedoch schnell, dass das Fahrzeug in Wirtschaftlichkeit, Sicherheit und der Motorleistung mit westeuropäischen Fahrzeugen nicht konkurrieren konnte. So fing man an, gebrauchte Nutzfahrzeuge der Marken Volkswagen, Ford oder Fiat für Polizei und Rettungsdienste zu importieren. Alte Fahrzeuge wurden schnell ins östliche Ausland verkauft oder verschrottet.
1993 erhielt das Fahrzeug erstmals eine Motorsteuerung, optional Plastikstoßstangen oder einen Katalysator. Im Zuge der Trennung des nun selbstständigen Automobilwerks aus Trnava von Škoda wurde das Fahrzeug in TAZ 1500 umbenannt. Fahrzeuge mit Katalysator erhielten die Bezeichnung TAZ 1500 Kat. 1994 entstanden in Kooperation mit ausländischen Unternehmen weitere Prototypen wie zum Beispiel der TAZ Sipox, die nie in Produktion gingen. 1995 wurde erneut ein neues Modell entwickelt, es hatte einen 1,9-Liter-VW-Motor und ein Peugeot-Getriebe. Zwei Jahre später entstand in einer Kleinserie das Fahrzeug TAZ 1900 mit VW-Dieselmotor. Es hatte einen Hubraum von 1896 cm³. Das Modell hatte eine veränderte Front und die dementsprechende Aufschrift TAZ 1900.
Bis in das Jahr 1999 wurden insgesamt 69.727 Serienfahrzeuge hergestellt. Heute baut das Kleinunternehmen Ocelot in Žacléř die Fahrzeuge. Ocelot gibt dabei an, dass man 80 % der Teile selber neu fertigt. Der Rest wird von alten Fahrzeugen übernommen und generalüberholt. Jährlich werden etwa 20 Fahrzeuge hergestellt.

## Modellvarianten
Das Fahrzeug war der einzige in der damaligen Tschechoslowakei produzierte Kleintransporter und dadurch dort der wichtigste. Der Staat sah es als notwendig an einen Wagen für Polizei, Feuerwehr, Armee und Wirtschaft zu produzieren. Während der Produktion entstanden daher mehrere Ausführungen. Die zuerst produzierte Van war ein Kastenwagen ohne hintere Seitenscheiben. Die Ausführung Com war wie der Van ein Lieferwagen. Dieser hatte hinten auch keine Seitenscheiben, jedoch fünf Sitze. Der Minibus war ein fünf- oder achtsitziger Wagen in den Ausführungen Standard oder de Lux. Die Ausstattungsvariante Ambulance war als Rettungswagen gedacht und verfügte über zwei Liegeplätze hinten und Milchglasscheiben im hinteren Fahrzeugbereich. Als Ersatz für den Pick-up des 1202 wurde der Rol produziert, ein Pritschenwagen, den es auch mit Planenaufbau gab. Für Bestatter gab es den Furgon, einen schwarzen Leichenwagen mit Milchglasscheiben wie beim Rettungswagen. Für die Armee wurde die Version V II gebaut. Neben den Grundversionen gab es auch Spezialaufbauten für Gastransporte, das Militär oder als Abschleppwagen. Für die Landwirtschaft und das Militär wurde das geländegängige Agromobil mit der Typenbezeichnung Š 998 als Kleinstserie von 23 Fahrzeugen hergestellt.

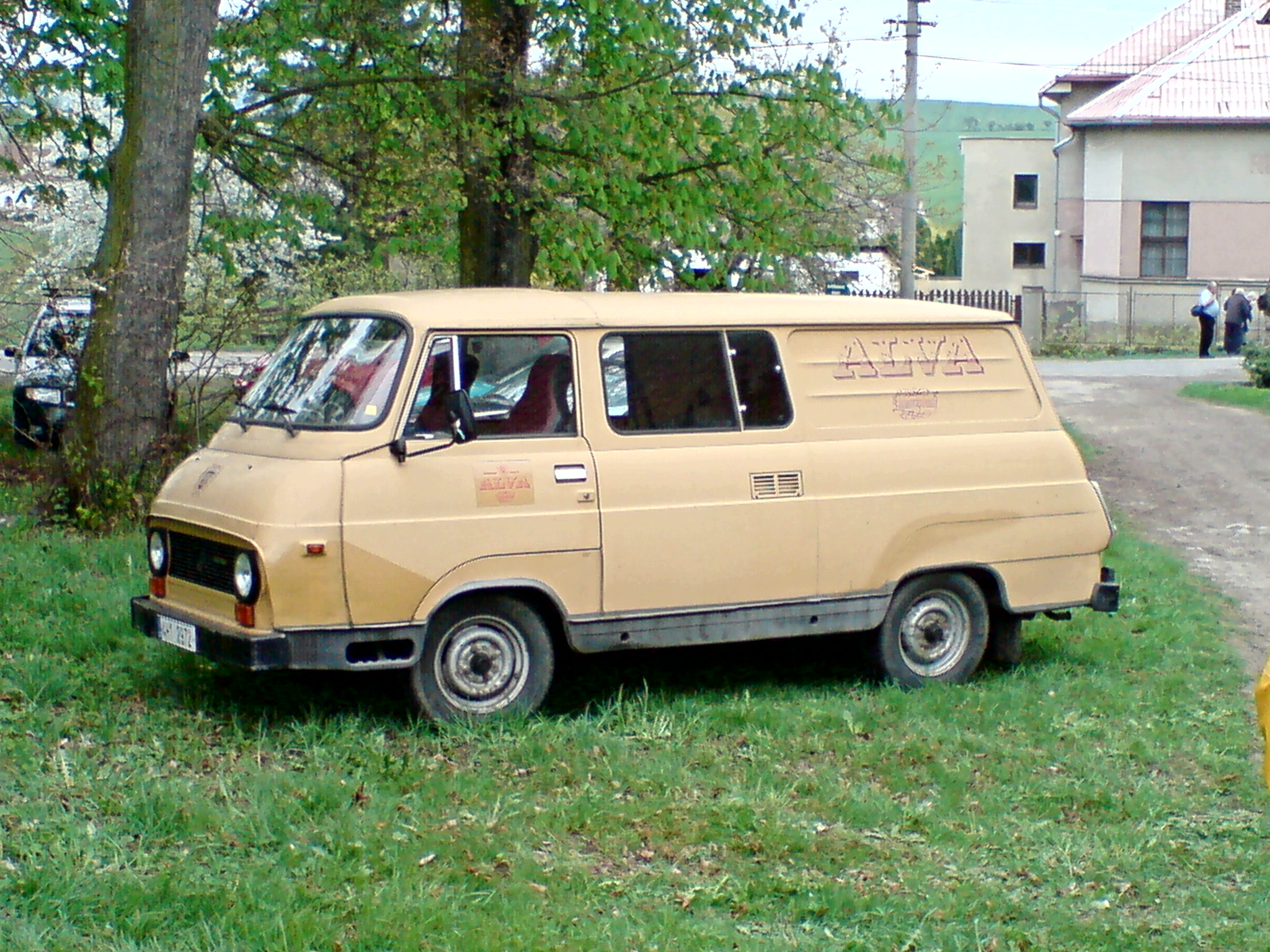
Škoda 1203 Van als Lieferwagen
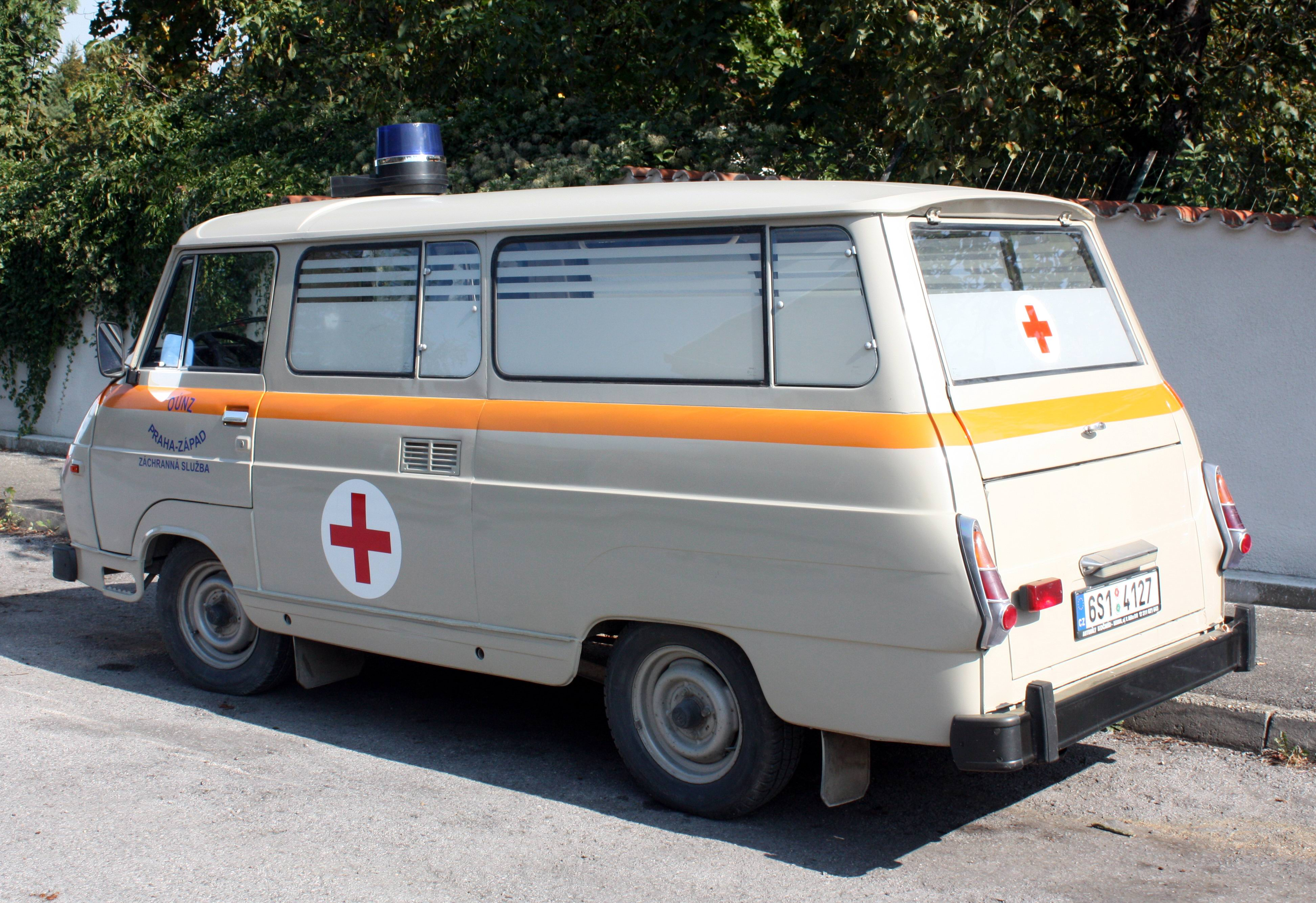
Škoda 1203 Ambulance als Krankenwagen
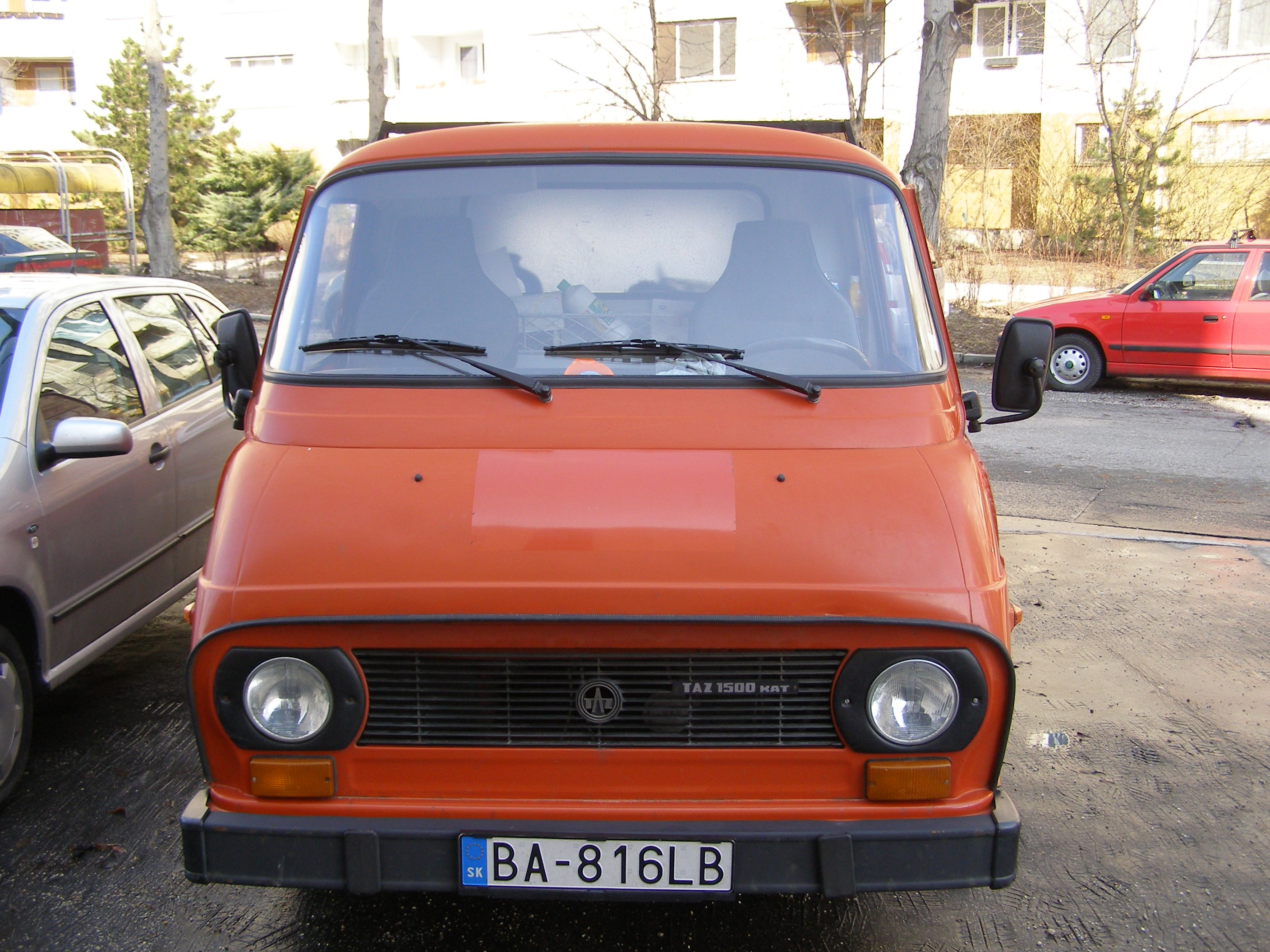
Front des TAZ 1500 KAT Van vor dem Facelift
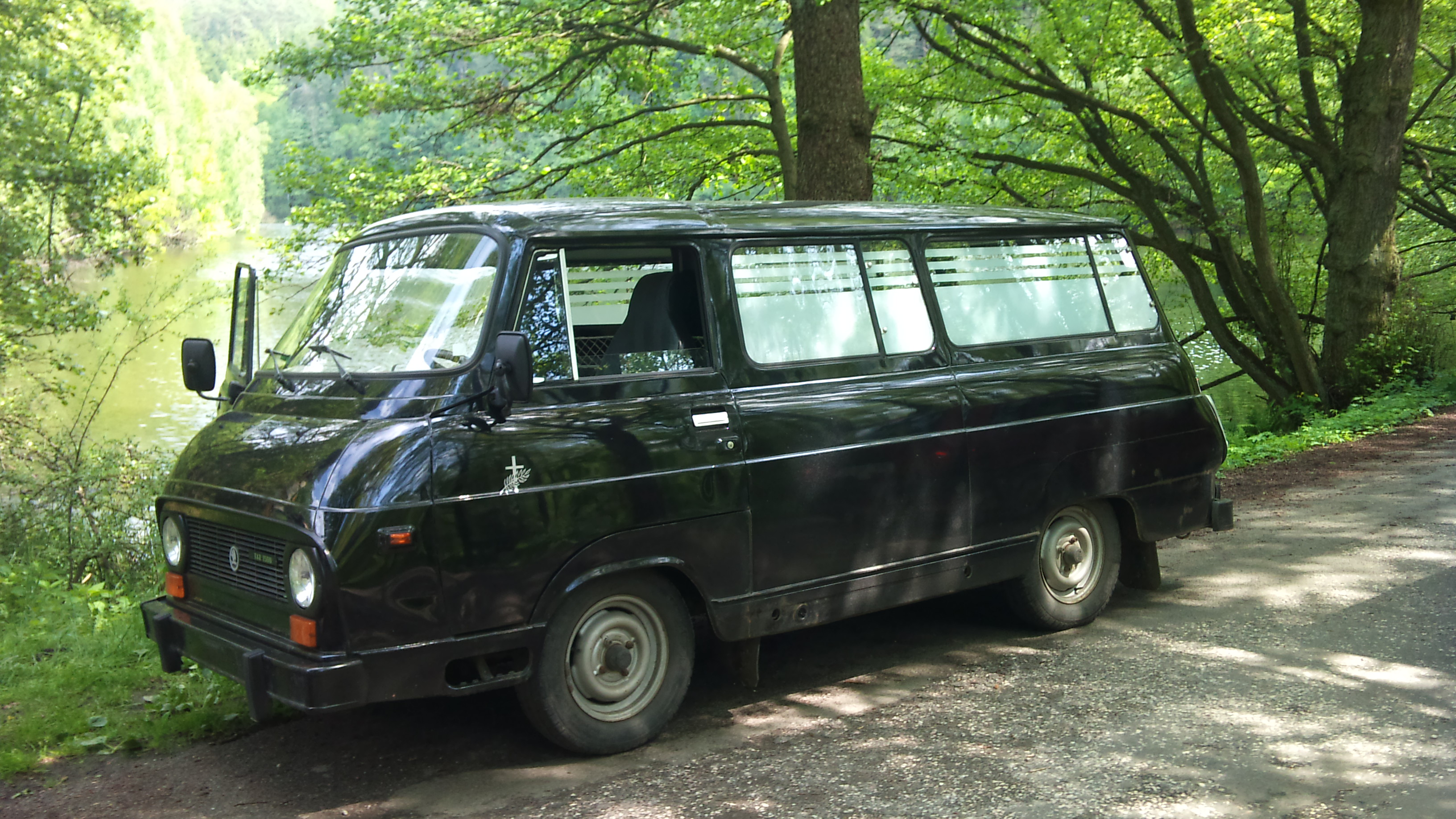
TAZ 1500 Furgon als Leichenwagen
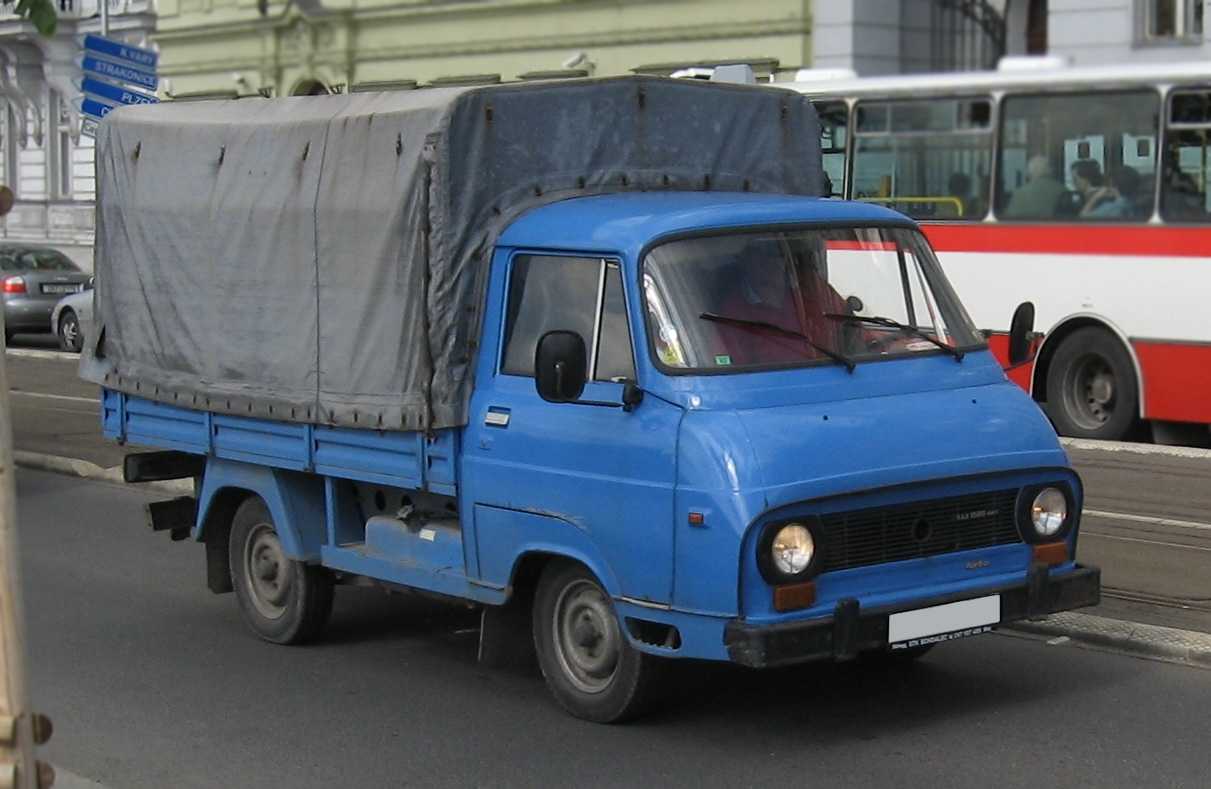
TAZ 1500 KAT Rol Pritschenwagen

## Ausstattung
Die Heckleuchten und Teile der Innenausstattung stammen vom Škoda 1000 MB. Der Motor ist eine Weiterentwicklung vom Škoda 1202. Das Fahrzeug verfügte über eine Heizung und über eine Lüftung. Diese wurden durch zwei Hebel in der Mittelkonsole geregelt. Teile der Innenausstattung und vor allem das Armaturenbrett wurden immer wieder dem aktuellen Produktionsprogramm aus den Fahrzeugen Škoda 100, Škoda 742, Škoda Favorit oder zuletzt aus dem Škoda Felicia übernommen und teilweise angepasst.

## Technische Daten
| Modell                   | Škoda 1203                                                                                                | Škoda 1203 M, TAZ-Š 1203                                                                                  | Škoda 1203 M, TAZ-Š 1203                                                                                  | TAZ 1500                                                                                                  |
| Motor                    | wassergekühlter Vierzylinder-Reihen-Ottomotor OHV aus Gusseisen, vorne längs eingebaut, Zündfolge 1–3–4–2 | wassergekühlter Vierzylinder-Reihen-Ottomotor OHV aus Gusseisen, vorne längs eingebaut, Zündfolge 1–3–4–2 | wassergekühlter Vierzylinder-Reihen-Ottomotor OHV aus Gusseisen, vorne längs eingebaut, Zündfolge 1–3–4–2 | wassergekühlter Vierzylinder-Reihen-Ottomotor OHV aus Gusseisen, vorne längs eingebaut, Zündfolge 1–3–4–2 |
| Leistung                 | 44 PS (32 kW) bei 4500 min−1                                                                              | 44 PS (32 kW) bei 4500 min−1                                                                              | 57 PS (42 kW) bei 4500 min−1                                                                              | 57 PS (42 kW) bei 4500 min−1                                                                              |
| Hubraum                  | 1221 cm³                                                                                                  | 1221 cm³                                                                                                  | 1433 cm³                                                                                                  | 1433 cm³                                                                                                  |
| Bohrung × Hub            | 72 × 75 mm                                                                                                | 72 × 75 mm                                                                                                | 72 × 88 cm                                                                                                | 72 × 88 cm                                                                                                |
| Vergaser                 | Zweikammer-Vergaser Jikov 32 BS-14 (ab 1974)                                                              | Zweikammer-Vergaser Jikov 32 BS-14 (ab 1974)                                                              | Zweikammer-Vergaser Jikov 32 SEDR                                                                         | Zweikammer-Vergaser Jikov 32 SEDR                                                                         |
| Drehmoment bei 1/min     | 88 Nm bei 3000 min−1                                                                                      | 88 Nm bei 3000 min−1                                                                                      | 105 Nm bei 2500 min−1                                                                                     | 105 Nm bei 2500 min−1                                                                                     |
| Getriebe                 | Viergang, 2. bis 4. synchronisiert (ab 1986 auch Fünfgang)                                                | Viergang, 2. bis 4. synchronisiert (ab 1986 auch Fünfgang)                                                | Fünfgang                                                                                                  | Fünfgang                                                                                                  |
| Kupplung                 | trocken, einscheibig                                                                                      | trocken, einscheibig                                                                                      | trocken, einscheibig                                                                                      | trocken, einscheibig                                                                                      |
| Höchstgeschwindigkeit    | 90–95 km/h                                                                                                | 90–95 km/h                                                                                                | 110–115 km/h                                                                                              | 110–115 km/h                                                                                              |
| Beschleunigung 0–80 km/h | 40 s | 40 s | 30,23 s                                                                                                   | 30,23 s                                                                                                   |
| Tankinhalt               | 40 l | 40 l | 40 l | 40 l |
| Verbrauch bei 60 km/h    | ca. 10–12 Liter/100 km                                                                                    | ca. 10–12 Liter/100 km                                                                                    | ca. 10–12 Liter/100 km                                                                                    | ca. 10–12 Liter/100 km                                                                                    |
| Elektrik                 | 12 Volt, Lichtmaschine 300 Watt, Batterie 50 Ah                                                           | 12 Volt, Lichtmaschine 300 Watt, Batterie 50 Ah                                                           | 12 Volt, Lichtmaschine 300 Watt, Batterie 50 Ah                                                           | 12 Volt, Lichtmaschine 300 Watt, Batterie 50 Ah                                                           |
| Karosserie               | selbsttragend, Vollstahl                                                                                  | selbsttragend, Vollstahl                                                                                  | selbsttragend, Vollstahl                                                                                  | selbsttragend, Vollstahl                                                                                  |
| Vorderachse              | Spurweite 1360 mm                                                                                         | Spurweite 1360 mm                                                                                         | Spurweite 1360 mm                                                                                         | Spurweite 1360 mm                                                                                         |
| Bremsen vorn             | Trommelbremsen (ab 1986 Scheibenbremsen)                                                                  | Trommelbremsen (ab 1986 Scheibenbremsen)                                                                  | Trommelbremsen (ab 1986 Scheibenbremsen)                                                                  | Trommelbremsen (ab 1986 Scheibenbremsen)                                                                  |
| Hinterachse              | Spurweite 1350 mm                                                                                         | Spurweite 1350 mm                                                                                         | Spurweite 1350 mm                                                                                         | Spurweite 1350 mm                                                                                         |
| Bremsen hinten           | Trommelbremsen                                                                                            | Trommelbremsen                                                                                            | Trommelbremsen                                                                                            | Trommelbremsen                                                                                            |
| Ursprungsbereifung       | 6,40 – 15 „Extra Transport“                                                                               | 6,40 – 15 „Extra Transport“                                                                               | 6,40 – 15 „Extra Transport“                                                                               | 6,40 – 15 „Extra Transport“                                                                               |
| Wendekreis               | 10 m | 10 m | 10 m | 10 m |
| Radstand                 | 2320 mm                                                                                                   | 2320 mm                                                                                                   | 2320 mm                                                                                                   | 2320 mm                                                                                                   |
| Länge × Breite × Höhe    | 4520 × 1800 × 1900 mm                                                                                     | 4520 × 1800 × 1900 mm                                                                                     | 4520 × 1800 × 1900 mm                                                                                     | 4520 × 1800 × 1900 mm                                                                                     |
| Leergewicht              | 1130–1280 kg                                                                                              | 1130–1280 kg                                                                                              | 1130–1280 kg                                                                                              | 1130–1280 kg                                                                                              |
| Bauzeit                  | 1968–1985                                                                                                 | 1968–1985                                                                                                 | 1981–1999                                                                                                 | 1981–1999                                                                                                 |